# Una Una
Una Una – indonezyjska wyspa wulkaniczna w zatoce Tomini należąca do archipelagu wysp Togian.
Na wyspie znajduje się stratowulkan Colo o wysokości 507 m n.p.m. W latach 1898 i 1983 miały miejsce erupcja. 19 lipca 1983 spływ piroklastyczny po wybuchu zniszczył 8 wiosek i porastające wyspę palmy kokosowe. Około 7000 ówczesnych mieszkańców zostało ewakuowanych przed wybuchem. Skutki erupcji zostały udokumentowane przez parę francuskich wulkanologów Maurice i Katię Kraftów.
Wyspę otacza rafa koralowa.